# Veerame Vaagai Soodum
Veerame Vaagai Soodum es una película de suspenso de acción en idioma tamil de la India escrita y dirigida por Thu Pa Saravanan y producida por Vishal bajo el lema de Vishal Film Factory. La película presenta a Vishal y Dimple Hayathi en los papeles principales.

## Reparto
- Vishal
- Dimple Hayathi
- Yogi Babu
- Akilan Pushparaj
- Baburaj[5]
- Raveena Ravi
- Ramana
- Nandha

## Producción
La película se tituló provisionalmente como Vishal 31. El 29 de agosto de 2021, el título oficial de la película se dio a conocer como Veerame Vaagai Soodum.
El rodaje de la película comenzó el 6 de mayo de 2021 y concluyó el 3 de enero de 2022.

## Lanzamiento
Se estrenó en los cines el 4 de febrero de 2022, junto con sus versiones dobladas en télugu y canarés tituladas Saamanyudu y Obba respectivamente y malabar e hindi con el mismo título. Los derechos de satélite se vendieron a Zee Tamil, Zee Thirai y Zee Telugu y Zee Cinemalu (versión en télugu), Zee Keralam (versión en malabar), Zee Kannada y Zee Picchar (versión en canarés), Zee TV y Zee Cinema (versión en hindi) y los derechos de streaming se vendieron a Zee5 como tamil junto con sus versiones dobladas en télugu, hindi, malabar y canarés.